# 车墩站
车墩站为金山铁路上的一个车站，原名闵行西站，位于中华人民共和国上海市松江区车墩镇东部车峰路。为办理金山铁路列车客运业务的四等中间站，不办理货运业务。
车站前身为1973年修建金山支线的时候于既有新闵支线设立出岔点，初名高桥站。1976年金山支线简易段通车后高桥站改名闵行西站，为四等中间站，主要服务往闵行、金山石化通勤的工人。1998年车站取消客运:365。2009年车站应金山支线通勤化改造重建车站站房和站台，并对经过线路进行复线化和电气化。2011年车站更名为车墩站。改造后的车站于2012年9月28日投入使用。

## 车站结构

### 站房
车墩站站房为侧式站房，面积2000平方米。设有一座候车室、一个售票厅，但售票系统设在候车室内而不在预定的售票厅内；进站口设在车站正门，进站后即是安检处，旅客需接受安检才能被允许进站；安检左侧是候车处、卫生间和实际上的售票处，设有两台自动售票机。服务中心设在候车室中央，提供交通卡充值、问询等服务。进出站闸机则各设在问讯处两侧。

### 站场
车墩站有5条股道，其中4条系金山铁路，内含2条侧线；设有2条正线，中间两条系金山正线，新闵铁路往金山卫方向的支线由最东侧股道接入金山线。
| 侧式站台 |                                 |
| 1站台    | 金山铁路 往上海南方向（新桥站） |
| 通过线   | 金山铁路上行列车通过线          |
| 通过线   | 金山铁路下行列车通过线          |
| 2站台    | 金山铁路 往金山卫方向（叶榭站） |
| 岛式站台 |                                 |
| 侧线     | 新闵铁路                        |

## 接驳公交
| 车墩中心站/车墩公交枢纽站 | 车墩中心站/车墩公交枢纽站 | 车墩中心站/车墩公交枢纽站 | 车墩中心站/车墩公交枢纽站 | 车墩中心站/车墩公交枢纽站 |
| 编号                      | 路线                      | 路线                      | 路线                      | 备注                      |
| ------------------------- | ------------------------- | ------------------------- | ------------------------- | ------------------------- |
| 1820                      | 车墩公交枢纽站            | ⇆                         | 香泾路泾车路              |                           |
| 松江6路                   | 松江火车站                | ⇆                         | 车墩中心站                |                           |
| 松江53路                  | 新桥火车站                | ⇆                         | 车墩公交枢纽站            |                           |
| 松江60路                  | 车墩公交枢纽站            | ⇆                         | 松江汽车东站              |                           |
| 松江61路                  | 车墩公交枢纽站            | ↺                         | 车墩公交枢纽站            | 单环线                    |